# كاثي تشاو
كاثي تشاو (بالصينية: 周海媚) هي ممثلة صينية، ولدت في 12 ديسمبر 1966 بهونغ كونغ في الصين.

## وصلات خارجية
- كاثي تشاو على موقع IMDb (الإنجليزية)
- كاثي تشاو على موقع ميوزك برينز (الإنجليزية)
- كاثي تشاو على موقع أول موفي (الإنجليزية)
- كاثي تشاو على موقع قاعدة بيانات الفيلم (الإنجليزية)